# Phrynium magnificum
Phrynium magnificum är en strimbladsväxtart som beskrevs av Piyakaset Suksathan och Finn Borchsenius. Phrynium magnificum ingår i släktet Phrynium och familjen strimbladsväxter. Inga underarter finns listade.